# Кравченко Віктор Пилипович
Кравченко Віктор Пилипович (5 жовтня 1939, Харків) — російський і український вчений в галузі прикладної математики й інформатики, обчислювальної математики, цифрової обробки сигналів та зображень та радіофізики. Доктор фізико-математичних наук, професор (1989), засновник і головний редактор журналу «Электромагнитные волны и электронные системы». Заслужений діяч науки РФ.

## Біографія
Кравченко Віктор Пилипович народився 5 жовтня у Харкові. У 1963 році закінчив Харківський державний університет, там і працював впродовж 1963–1964 років. Протягом 1969–1972 років працював у Харківському політехнічному інституті. Обіймав посаду завідувача відділу теоретичної і математичної фізики у Харківському Науково-дослідному інституті метрології у 1972–1978 роках. Працював на Харківському приладобудівному заводі на посаді завідувача науково-дослідної лабораторії впродовж 1978–1982 років. У 1982–1993 роках – завідувач сектору, вчений секретар науково-виробничого об'єднання точних приладів. У 1993–1996 роках – провідний науковий співробітник, від 1996 року – головний науковий співробітник Інституту радіоелектроніки РАН (обидва – Москва); водночас від 1989 року – професор кафедри вищої математики Московського технічного університету.

## Науково-педагогічна робота
В. Ф. Кравченко протягом 24 років веде активну науково-педагогічну роботу на кафедрі вищої математики ФН-1 МДТУ ім. Баумана. Наукові результати В. Ф. Кравченка використовуються при читанні спеціальних курсів лекцій в Московський державний технічний університет імені Баумана, МФТІ (ГУ), МДУ ім. М. В. Ломоносова та інших ЗВО Росії, а також Білорусі та України. В. Ф. Кравченко читає курси лекцій з електродинаміки надпровідних структур, цифровій обробці сигналів та зображень (Фінляндія, Мексика, Японія), з теорії і додатків атомарних функцій (Канада, Мексика, Японія). В. Ф. Кравченко створив наукову школу: під його керівництвом підготовлено 11 докторів наук і 17 кандидатів наук. Входив до складу оргкомітетів міжнародних наукових конференцій у Києві (1997), Харкові (1998, 2001, 2007, 2010) та Севастополі (2000, 2003, 2005–06, 2010).

## Праці
Кравченко В. Ф. — автор та співавтор понад 900 наукових праць, 11 винаходів:
1. Гончаренко А. А., Кравченко В. Ф., Пономарев В. И. «Дистанционное зондирование неоднородных сред». — М.: Машиностроение, 1991.
2. Зелкин Е. Г., Кравченко В. Ф. «Современные методы аппроксимации в теории антенн. Книга 1. Задачи синтеза антенн и новые методы их решения». — М.: Радиотехника, 2002.
3. Зелкин Е. Г., Кравченко В. Ф. «Современные методы аппроксимации в теории антенн. Книга 2. Синтез антенн на основе атомарных функций». — М.: Радиотехника, 2003.
4. Кравченко В. Ф., Масюк В. М. «Современные методы аппроксимации в теории антенн. Книга 3. Новый класс фрактальных функций в задачах анализа и синтеза антенн». — М.: Радиотехника, 2002.
5. Кравченко В. Ф. «Лекции по теории атомарных функций и некоторым их приложениям». — М.: Радиотехника, 2003.
6. Кравченко В. Ф., Басараб М. А. «Булева алгебра и методы аппроксимации в краевых задачах электродинамики». Под ред. В. Ф. Кравченко — М.: Физматлит, 2004.
7. Басараб М. А., Зелкин Е. Г., Кравченко В. Ф., Яковлев В. П. «Цифровая обработка сигналов на основе теоремы Уиттекера—Котельникова—Шеннона». — М.: Радиотехника, 2004.
8. Зелкин Е. Г., Кравченко В. Ф., Гусевский В. И. «Конструктивные методы аппроксимации в теории антенн». — М.: Сайнс-Пресс, 2005.
9. Басараб М. А., Кравченко В. Ф., Матвеев В. А. «Математическое моделирование физических процессов в гироскопии». — М.: Радиотехника, 2005.
10. Татаренко Н. И., Кравченко В. Ф. «Автоэмиссионные наноструктуры и приборы на их основе[недоступне посилання з квітня 2019]». — М.: Физматлит, 2006.
11. Кравченко В. Ф., Несененко Г. А., Пустовойт В. И. «Асимптотики Пуанкаре решений нелинейных сингулярно возмущенных задач нестационарного тепло- и массопереноса». — М.: Физматлит, 2006.
12. Кравченко В. Ф. «Электродинамика сверхпроводящих структур. Теория, алгоритмы и методы вычислений[недоступне посилання з квітня 2019]». — М.: Физматлит, 2006.
13. Кравченко В. Ф., Рвачев В. Л. «Алгебра логики, атомарные функции и вейвлеты в физических приложениях[недоступне посилання з квітня 2019]». — М.: Физматлит, 2006.
14. «Цифровая обработка сигналов и изображений в радиофизических приложениях[недоступне посилання з квітня 2019]» / Под ред. В. Ф. Кравченко. — М.: Физматлит, 2007.
15. Басараб М. А., Кравченко В. Ф., Матвеев В. А. «Методы моделирования и цифровой обработки сигналов в гироскопии». — М.: Физматлит, 2008.
16. Волосюк В. К., Кравченко В. Ф. «Статистическая теория радиотехнических систем дистанционного зондирования и радиолокации[недоступне посилання з квітня 2019]». — М.: Физматлит, 2008.
17. Кравченко В. Ф., Лабунько О. С., Лерер А. М., Синявский Г. П. «Вычислительные методы в современной радиофизике» / Под ред. В. Ф. Кравченко. — М.: Физматлит, 2009.
18. Дорошенко В. А., Кравченко В. Ф. «Дифракция электромагнитных волн на незамкнутых конических структурах[недоступне посилання з квітня 2019]» / Под. ред. В. Ф. Кравченко. — М.: Физматлит, 2009.
19. Методы нелинейной динамики и теории хаоса в задачах электроники сверхвысоких частот. В 2 т. Т.1. Стационарные процессы. Глава 1. Гирорезонансные приборы: принцип действия, нелинейная теория, достижения и перспективы. В. Ф. Кравченко, А. А. Кураев, Д. И. Трубецков, А. Е. Храмов. Под ред. А. А. Кураева, Д. И. Трубецкова. — М.: Физматлит, с.5-81, 2009.
20. Kravchenko, V. F., Perez-Meana, H. M., Ponomaryov, V. I. «Adaptive Digital Processing of Multidimentional Signals with Applications». — Moscow, Fizmatlit, 2009.
21. Кравченко В. Ф., Сиренко Ю. К., Сиренко К. Ю. Преобразование и излучение электромагнитных волн открытыми резонансными структурами. Моделирование и анализ переходных и установившихся процессов. М.: Физматлит, 2011.